# Cult of Static
Cult of Static (с англ. — «Культ Статика») — шестой студийный альбом американской индастриал-метал-группы Static-X, выпущенный на лейбле Reprise Records 17 марта 2009 года. На первой неделе было продано 19 тысяч копий альбома. Альбом содержит новую изменённую версию песни «Lunatic», вышедшей до этого к саундтреку к кинокомиксу «Каратель: Территория войны», в новой версии поучаствовал Дэйв Мастейн из группы Megadeth. Альбом дебютировал на 16 позиции на Billboard Top 200; это второе достижение группы начиная с альбома Machine. Последний альбом с участием Ника Оширо и фронтмена группы Уэйна Статика, который умер в 2014 году.

## Синглы
Первым синглом «Cult of Static» стал трек под названием «Stingwray».MySpace page По словам Уэйна Статика, «музой» для него послужила супруга музыканта, Тера Рей, любительница быстрых автомобилей — в частности, «Corvette Stingray». В клипе на эту песню группа играет в старом заброшенном доме в разных его комнатах, а в это время Тера Рей разрушает дом. Также в нём использована цензурованная версия песни.

## Версии альбома
Альбом доступен в стандартном выпуске с 11 треками, специальный интернет-выпуск содержит бонус «Talk Dirty to Me» (кавер Poison), выпуск Best Buy включает ещё два трека «W.F.O.» и «Looks That Kill» (Mötley Crüe кавер). Загружая альбом с iTunes, вы получаете другой трек «Still of the Night» (Whitesnake кавер).

## Список композиций
| №                   | Название            | Длительность |
| ------------------- | ------------------- | ------------ |
| 1.                  | «Lunatic»           | 3:35         |
| 2.                  | «Z28»               | 3:09         |
| 3.                  | «Terminal»          | 3:38         |
| 4.                  | «Hypure»            | 4:15         |
| 5.                  | «Tera-Fied»         | 5:19         |
| 6.                  | «Stingwray»         | 4:10         |
| 7.                  | «You Am I»          | 3:00         |
| 8.                  | «Isolaytore»        | 2:46         |
| 9.                  | «Nocturnally»       | 3:49         |
| 10.                 | «Skinned»           | 3:34         |
| 11.                 | «Grind 2 Halt»      | 4:56         |
| Общая длительность: | Общая длительность: | 42:11        |

Бонус треки
| №   | Название                                               | Длительность |
| --- | ------------------------------------------------------ | ------------ |
| 12. | «W.F.O. (Best Buy track)»                              | 3:12         |
| 13. | «Talk Dirty to Me (Poison кавер) (Special Edition)»    | 3:48         |
| 14. | «Still of the Night (Whitesnake кавер) (iTunes track)» | 5:03         |
| 15. | «Looks That Kill (Mötley Crüe кавер) (Best Buy track)» | 4:12         |

## Позиции в чартах
| Чарт (2009)             | Позиция |
| ----------------------- | ------- |
| Australian Albums Chart | 33      |
| The Billboard 200       | 16      |
| Digital Albums          | 16      |
| Rock Albums             | 4       |
| Hard Rock Albums        | 2       |
| Tastemakers Albums      | 9       |

## Участники записи
- Static-X
  - Уэйн Статик — вокал, ритм-гитара, клавиши, программирование
  - Тони Кампос — бас-гитара, бэк-вокал
  - Коити Фукуда — соло-гитара
  - Ник Оширо — ударные инструменты
- Джон Трэвис — продюсер
- Megadeth
  - Дэйв Мастейн — соло-гитара (соло гитары в песне «Lunatic»)